# L'Île des perroquets
Ne doit pas être confondu avec Île aux Perroquets.
L’Île des perroquets est un roman d'aventures de Robert Margerit, paru en 1942.

## Résumé
Au XVIIIe siècle, le jeune Antoine, injustement accusé d'avoir tué Marion, son premier amour, est obligé de fuir. Il s'embarque à bord du Walrus, un navire pirate commandé par le mystérieux capitaine Flint. Antoine devient donc un gentilhomme de fortune et quitte la France vers son destin...

## Commentaire
« […] c'est le seul roman marin à lire depuis Conrad et Stevenson — et sans doute le plus grand de notre littérature. […] On ne résume pas L'Île des perroquets : c'est un livre qui est porté par la turbulence même... Une merveilleuse réponse à l'ennui, c'est-à-dire à la mort. »

— Hubert Juin, Le Monde, 1984

## Éditions
- Premières éditions :
  - Limoges, éditions À la Pyramide, coll. « Plaisir de lire », 1942
  - Limoges, S.E.O.S.C, coll. « Centres », 1946 (BNF 32418324)
- Édition définitive : Robert Margerit donne une version corrigée dans l'édition définitive de 1955, reprise ultérieurement par tous les éditeurs.
  - Paris, C. Portal éditeur, 1955 (BNF 32418325)
  - Paris, LGF, coll. « Le Livre de poche » no 3879, 1974 (BNF 2-253-00074-4)
  - Paris, éditions Phébus, coll. « Verso », 1984  (ISBN 2-85940-051-6)
  - Paris, Presses-Pocket no 3160, 1989  (ISBN 2-266-02982-7)
  - Paris, éditions Phébus, coll. « Libretto » no 28, 1999  (ISBN 2-85940-637-9) ; rééd. 2012  (ISBN 978-2-7529-0771-4)